# Pteropus poliocephalus
Espèce
Statut de conservation UICN

 VU A2ace : Vulnérable
Statut CITES
Le renard volant à tête grise, ou roussette à tête grise (Pteropus poliocephalus) est une chauve-souris frugivore originaire d'Australie.
L'espèce partage l'Australie continentale avec trois autres membres du genre Pteropus : le petit renard volant, le renard volant à lunettes et le renard volant noir.
C'est la plus grande des chauves-souris australiennes.

## Description

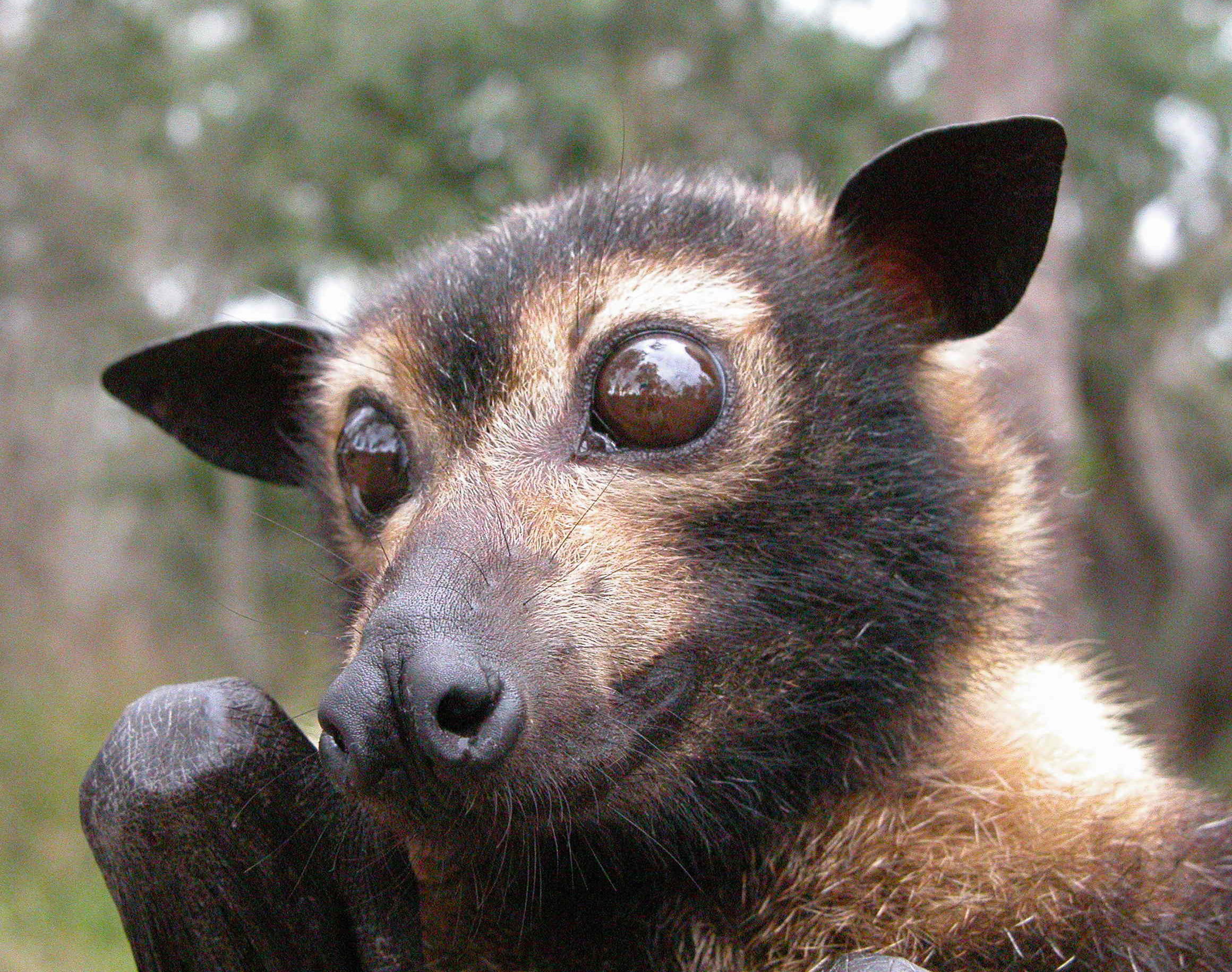
Tête de renard volant à tête grise.

Le renard volant australien peut mesurer entre 30 et 50 cm avec 1,5 à 1,7 m d'envergure. Il pèse entre 1 et 1,5 kg.
Le renard volant vole au ras des étendues d'eau pour imprégner sa fourrure. Il peut ensuite la lécher pour boire.

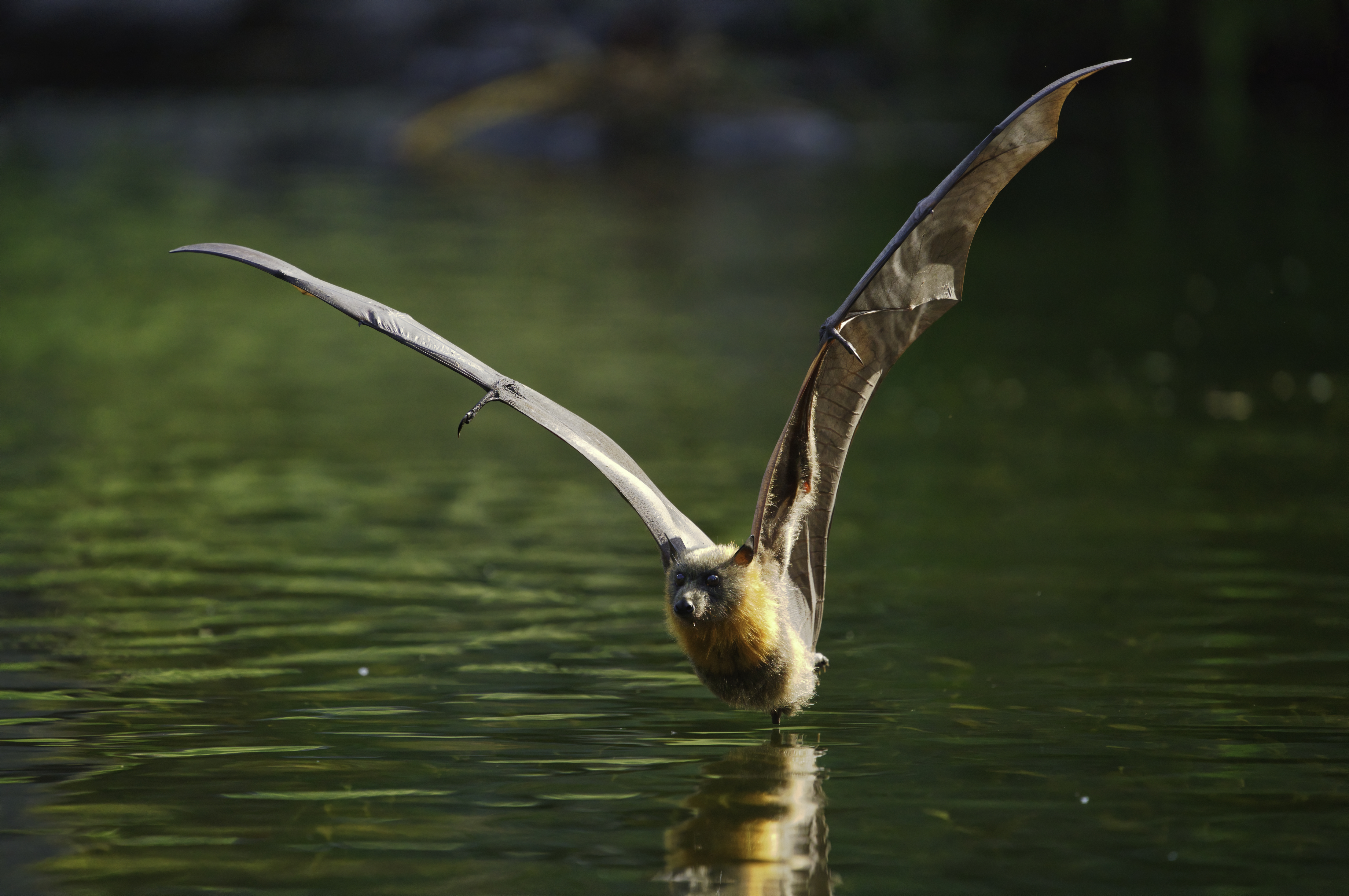
Renard volant à tête grise s'envolant.

## Alimentation
Herbivore, le renard volant se nourrit de pollen, de nectar ou bien de fruits.

## Distribution
Le renard volant à tête grise est endémique dans les zones forestières du Sud-Est de l'Australie, principalement à l'est de la Cordillère australienne. Son aire de répartition s'étend approximativement de Bundaberg dans le Queensland, à Geelong dans l'État de Victoria, avec de vastes colonies périphériques à Ingham et Finch Hatton (en) au nord, et à Adélaïde au sud. Dans les parties méridionales de son aire de répartition, il occupe des latitudes plus extrêmes que toute autre espèce de Pteropus.
On peut la retrouver dans des zones humides de la côte Est australienne (mangroves et forêts humides).

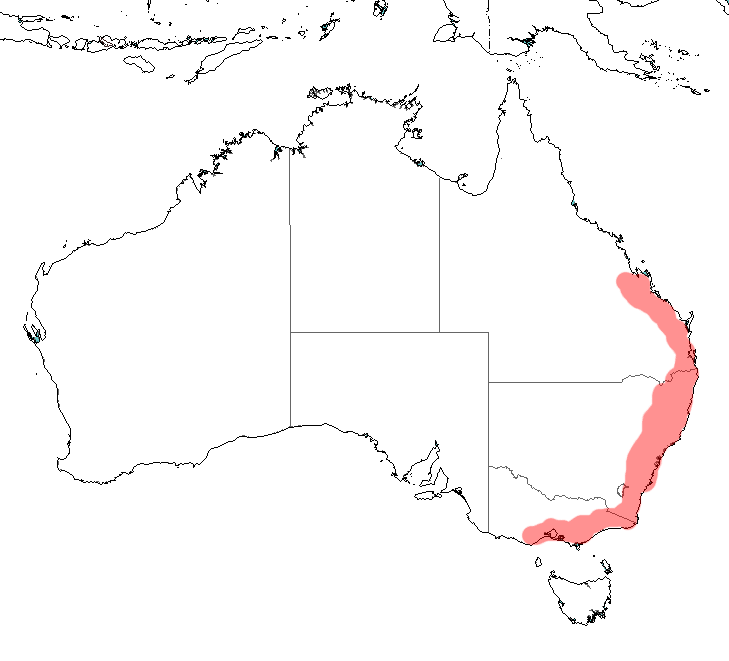
Distribution de l'espèce en Australie.

## Source de la traduction
- (en) Cet article est partiellement ou en totalité issu de l’article de Wikipédia en anglais intitulé « Grey-headed flying fox » (voir la liste des auteurs).